# Eragrostis pergracilis
Eragrostis pergracilis är en gräsart som beskrevs av Stanley Thatcher Blake. Eragrostis pergracilis ingår i släktet kärleksgrässläktet, och familjen gräs. Inga underarter finns listade i Catalogue of Life.